# Замок Трифельс
Имперский замок Трифельс (нем. Reichsburg Trifels) — частично реконструированный средневековый замок в Пфальцском лесу, выстроенный на высокой скале в окрестностях южнопфальцского городка Анвайлер-на-Трифельсе.
Историческое значение замка связано, в первую очередь, с его имперским статусом в период с 1113 по 1310 годы.

## Исторический очерк
Ранняя история Трифельса почти неизвестна, но, скорее всего, он был выстроен в середине XI века.
Первое письменное упоминание замка Трифельс встречается в дарственной 1081 года, согласно которой замок, находившийся во владении некоего Димара (нем. Diemar; согласно Шпайерским анналам — через мать жены — зять Генриха IV), был передан им антикоролю Герману фон Зальму.
В последующие годы отношения собственности оставались спорными: так, из-за Трифельса и близлежащего Маденбурга летом 1112 года разразился конфликт между Генрихом V и его бывшим сподвижником и канцлером, майнцским архиепископом Адальбертом Саарбрюккенским. Последний, уповая на силу родственных связей (его брат Фридрих состоял в браке с племянницей упомянутого Димара Трифельсского), предъявил свои права на замок и, воспользовавшись неопределённой ситуацией в империи, занял его силой. Генрих V, однако, не смирился с потерей, и под угрозой военного противостояния смог заполучить Трифельс обратно; за чем последовал арест непокорного епископа, и его заточение в спорном замке. Спустя 3 года, в ноябре 1115 года, вследствие восстания в Майнце, вызванного авторитарным стилем правления Генриха, император был вынужден выпустить Адальберта на свободу (конфликт, впрочем, на этом не завершился: на Кёльнском рождественском синоде 1115 года Адальберт отлучил Генриха V от церкви, и в последующие годы занимал открыто антисалическую позицию).
Самым известным пленником Трифельса был, однако, английский король Ричард I Плантагенет, более известный как Ричард Львиное Сердце. В 1192 году, возвращаясь из Третьего Крестового похода в Англию, он был арестован в Австрии, и в начале 1193 года выдан Генриху VI. Король Ричард провёл в плену почти 2 года, из которых как минимум 3 недели он был заточён в Трифельсе (по ряду косвенных данных его трифельсское пребывание продолжалось почти целый год), и был освобождён лишь в феврале 1194 года после унизительной уплаты внушительных отступных.
Другим именитым заключённым Трифельса был кёльнский архиепископ Бруно IV фон Сайн, в 1206 году заключённый под стражу по указанию короля Филиппа Швабского.
В последующий период, с 1125 по 1298 годы Трифельс был частым местом сохранения императорских регалий, в первую очередь в период междуцарствия, либо в период длительного отсутствия императора в Германии. Важную роль при этом играли монахи близлежащего цистерцианского монастыря Ойсерталь, служившие капланами в замке.
Трифельс потерял своё значение в конце эпохи Штауфенов, и с 1410 года принадлежал управлявшемуся Виттельсбахами княжеству Пфальц-Зиммерн-Цвайбрюккен, и затем — княжеству Пфальц-Цвайбрюккен.
В 1602 году вследствие удара молнии замок был почти полностью уничтожен сильным пожаром. Его руины использовались в качестве убежища ещё в начале Тридцатилетней войны, однако в связи с разразившейся в 1635 году эпидемией чумы, Трифельс был оставлен окончательно. Впрочем, по всей видимости, вплоть до конца XVIII века сохранилась и продолжала действовать замковая часовня: именно в ней в 1786 году известный германист и библиофил барон Йозеф фон Лассберг был посвящён в рыцарское достоинство (по его собственному мнению, последним в Империи). С другой стороны, известно, что на рубеже XVIII и XIX веков жители окрестных деревень активно использовали руины Трифельса в качестве каменоломни.
С 1816 года Пфальц принадлежал Баварии, и в 1841 году, очевидно, на волне увлечения средневековой историей, баварское правительство озаботилось судьбой руин Трифельса, проведя первые консервационные работы. В 1866 году было основано Общество Трифельса (нем. Trifelsverein), взявшее на себя заботу о сохранении памятника.
В годы национал-социалистической диктатуры (1933—1945) Трифельс, распознанный как один из важнейших памятников германской истории, был в 1938 году частично реконструирован (в стиле итальянских замков эпохи Штауфенов) по планам Рудольфа Эстерера (англ. Rudolf Esterer, 1879-1965), и использовался как место национальной славы. При этом речь шла не о максимально точном воспроизведении объёмов средневекового строения, сколько о символическом действии, что должно было служить глорификации немецкой истории и, в первую очередь, легитимировать режим «Третьего рейха» путём своего рода восстановления исторической последовательности, когда национал-социалисты объявляли себя наследниками Первого Рейха, то есть средневековой Священной Римской империи. В этом смысле, большинство ныне существующих построек Трифельса не являются, строго говоря, историческими зданиями, но всего лишь вольной реконструкцией: это касается, прежде всего, большого так называемого Императорского зала, в его современном виде не существовавшего в средневековом Трифельсе.
К концу Второй мировой войны работы в замке были остановлены, и возобновились в период 1954—1970 годов.
Сегодня в замке размещается музей с его постоянной экспозицией Власть и миф, разъясняющей не только историю строительства и реконструкции Трифельса, но и предлагающей критический взгляд на политическую теорию и практику Средних веков и Новейшего времени, важную роль в которых довелось сыграть Трифельсу. С оборудованной на скале террасы открывается, кроме того, хороший вид на Пфальцский лес и долину Рейна.

## Галерея

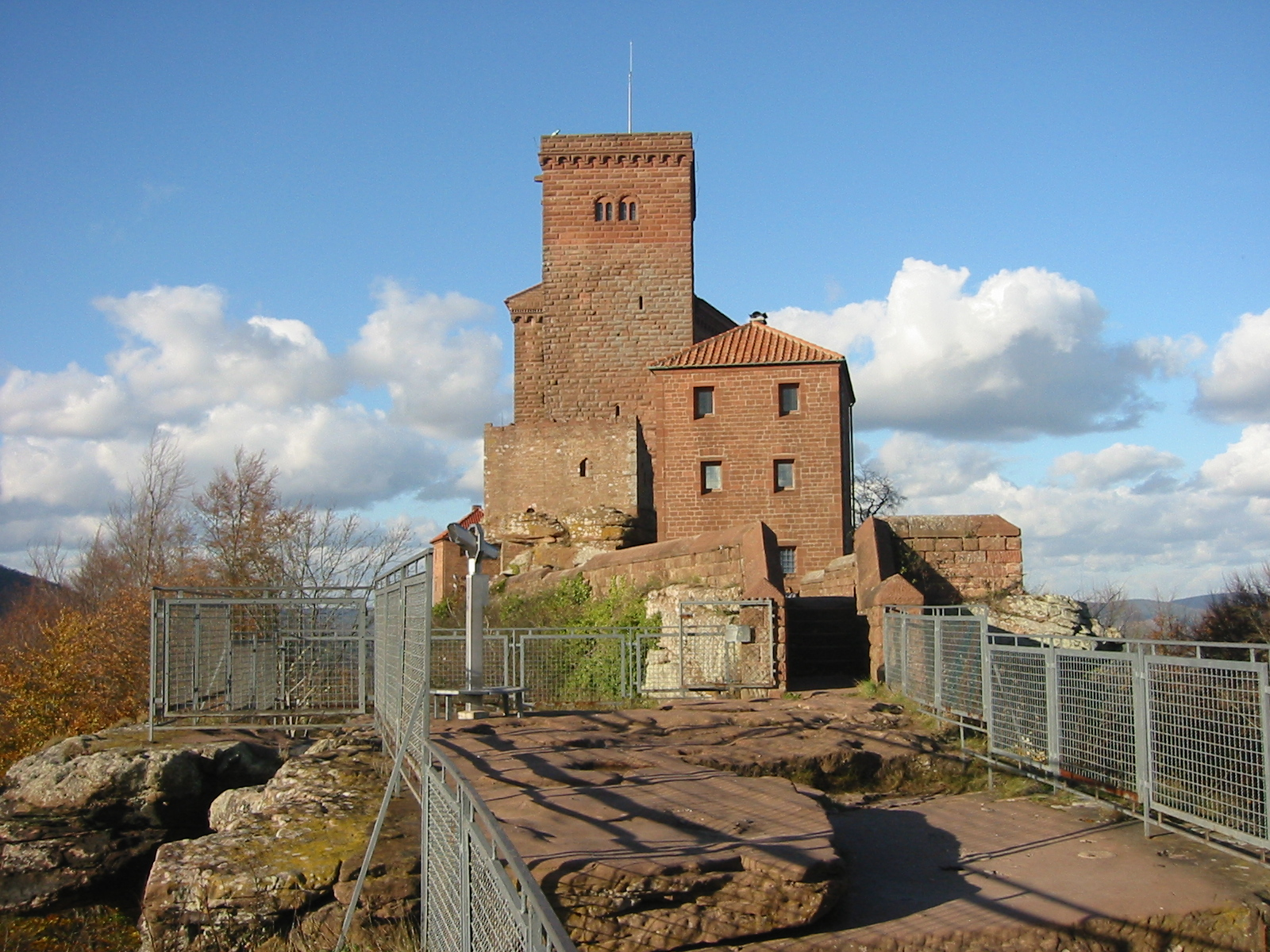
Общий вид строений замка
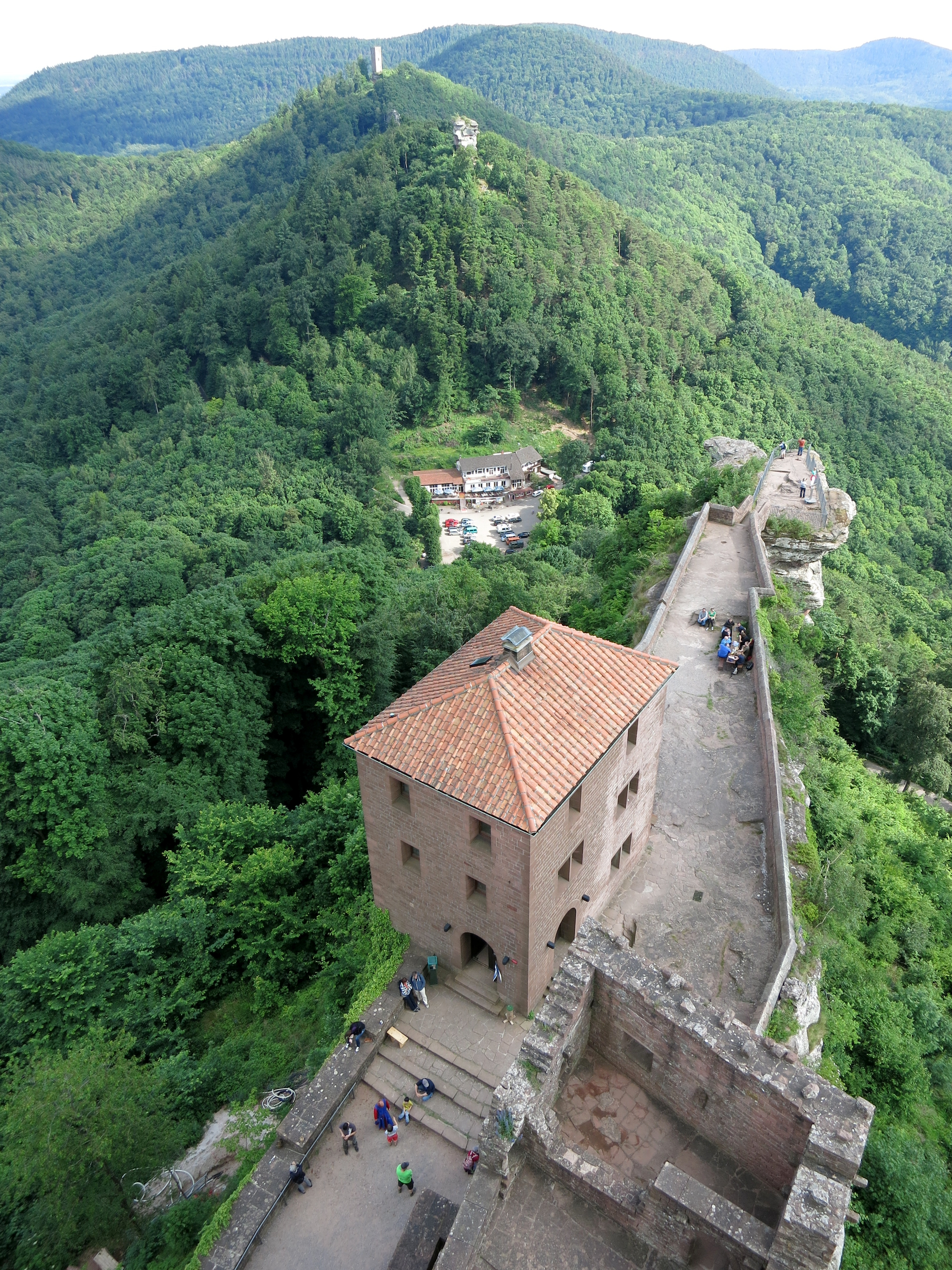
Вид с главной башни в сторону замка Шарфенберг
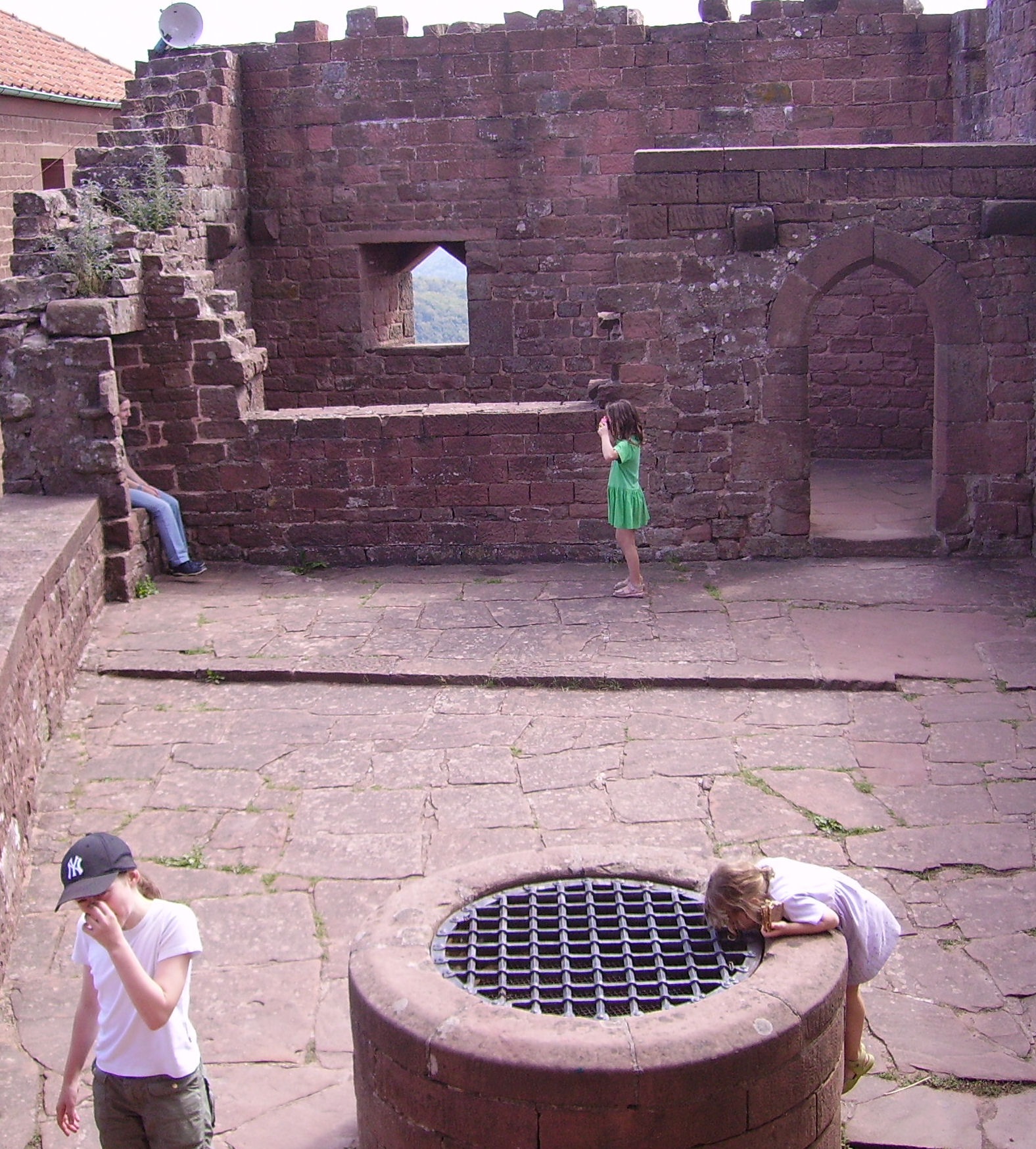
Колодец во внутреннем дворе
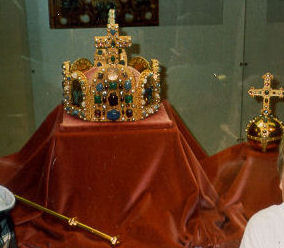
Копии имперских регалий в Трифельсе
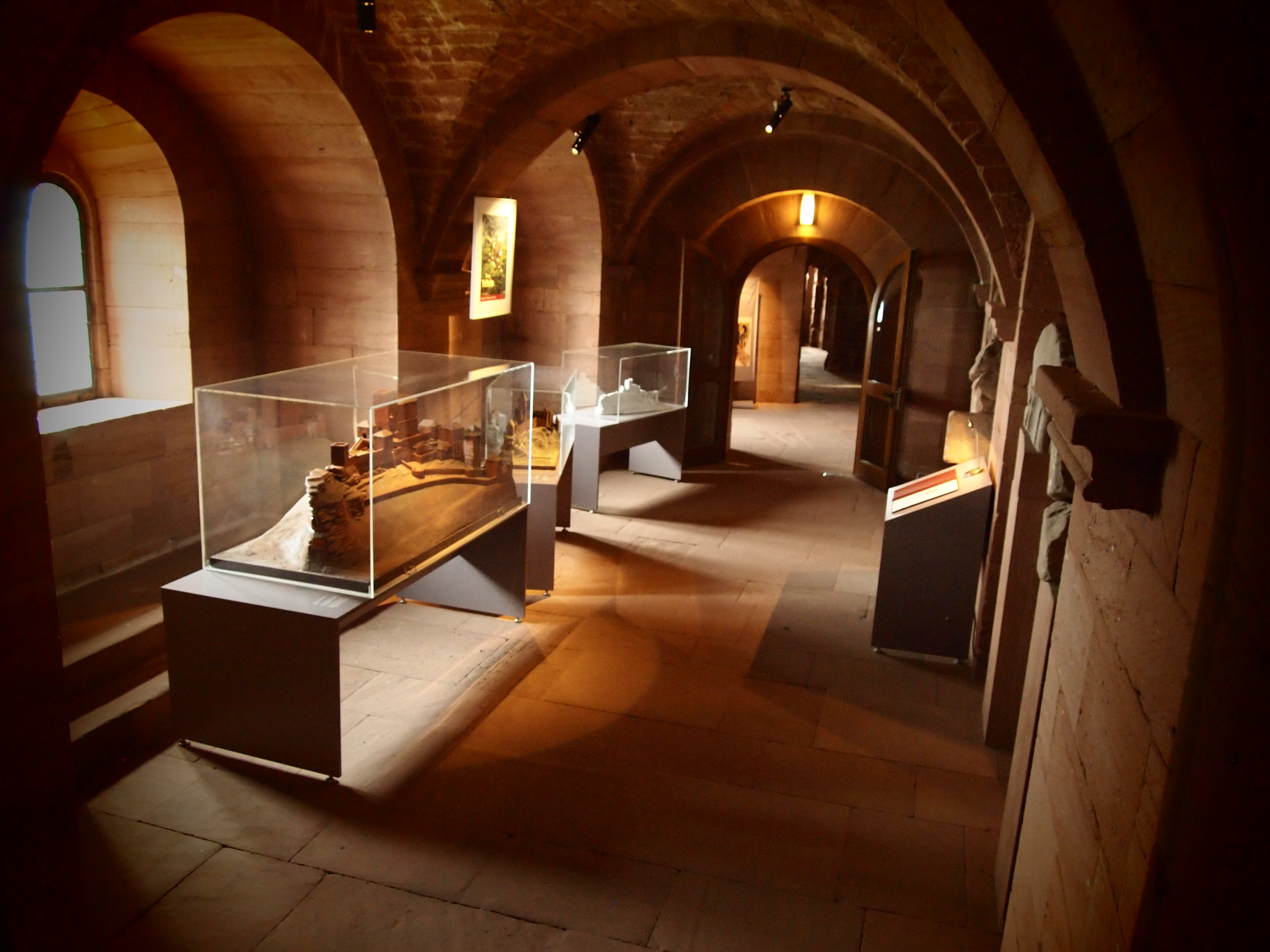
Выставочный зал в главном здании
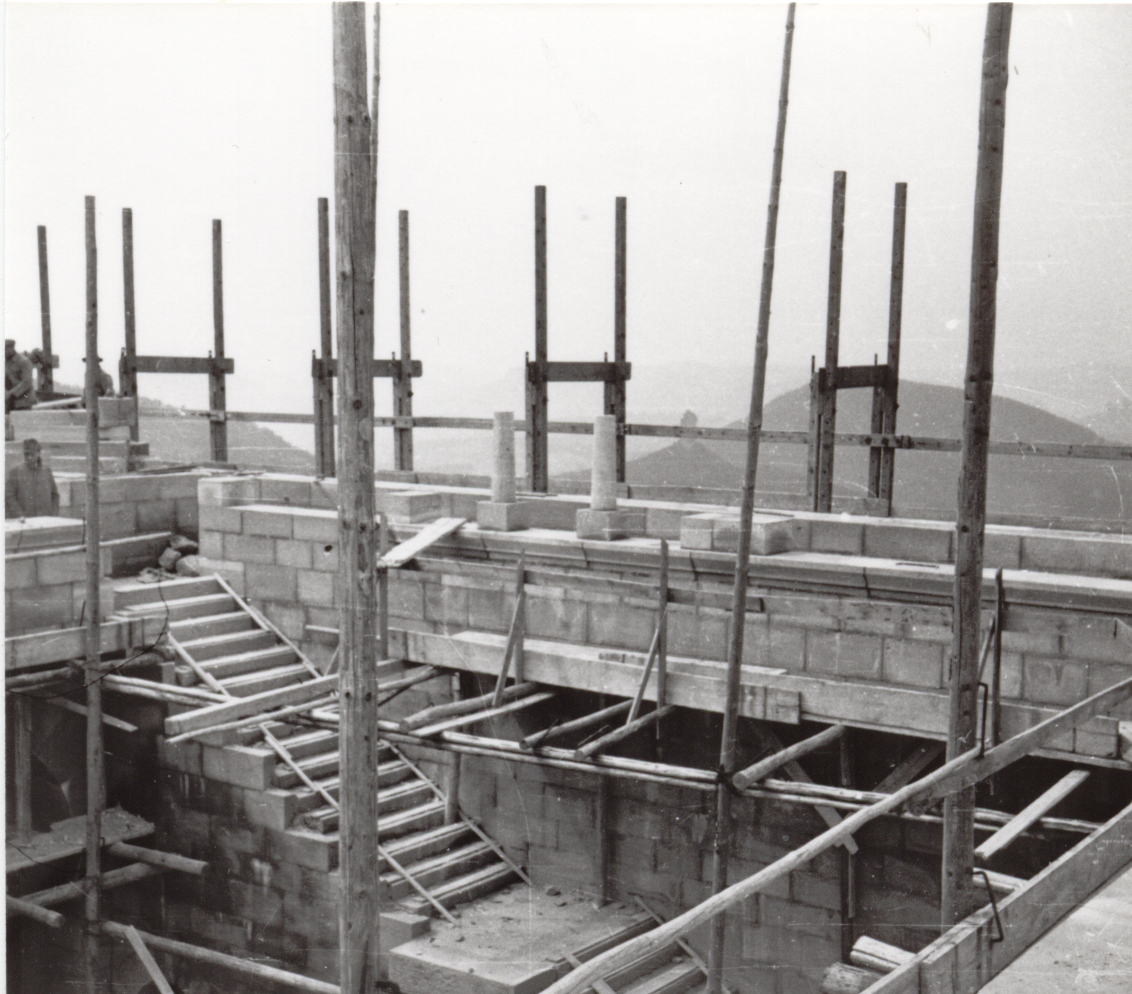
Строительные работы в Трифельсе в 1942 году